# 施恩施雅奴體育會
施恩施雅奴體育會（西班牙語：Club Sportivo Cienciano）是一支秘魯足球會，位於庫斯科。球會於1901年成立，2003年曾在南美球會盃中擊敗河床和2004年擊敗小保加而升名大噪。隊名取自西班牙語中的「科學」。
該俱樂部於1901年由庫斯科國立科學學院（Colegio Nacional Ciencias del Cusco）的一群學生創立。他們決定将球队命名为，中文意为“科學”。